# Iceman (음반)
| 전문가 평가                           | 전문가 평가 |
| 평가 점수                             | 평가 점수   |
| 출처                                  | 점수        |
| ------------------------------------- | ----------- |
| AllMusic                              | [ 1 ]       |
| The Penguin Guide to Blues Recordings | [ 2 ]       |
| Q                                     | [ 3 ]       |

《Iceman》은 1991년 버진 레코드가 포인트 블랭크라는 서브 레이블로 발매한 미국의 블루스 음악가 앨버트 콜린스의 열 번째 스튜디오 음반이다. 1993년 폐암으로 사망하기 전 마지막 스튜디오 음반이었다.

## 평가
이 음반은 버진 레코드 레이블인 포인트 블랭크 레코드로 옮겨진 첫 번째 음반이다. 콜린스는 약 4년 만에 선보이는 새 작품에서 "조금 다른 것을 시도하기 위해 좀 더 펑키한 기타 연주를 도입했다"며 "내가 연주하는 기타는 아이들에게 신선할 수 있지만 몇 년 동안 이 스타일을 연주해왔다. 그래서 이번에 약간의 업데이트를 시도했다."라고 말했다.
톰 오웬스는 올뮤직에서 5점 만점에 2.5점을 받아 "앨버트 콜린스는 메이저 데뷔작인 《Iceman》에서 아무것도 변하지 않았다"며 "그의 스타일을 좋아하는 팬들에게는 기대에 부응하는 탄탄한 작품"이라고 평가했다.

## 곡 목록
모든 곡들은 앨버트 콜린스에 의해 작사/작곡하였다.
| #   | 제목                                    | 재생 시간 |
| --- | --------------------------------------- | --------- |
| 1.  | 〈Mr. Collins, Mr. Collins〉            | 5:11      |
| 2.  | 〈Iceman〉                              | 5:04      |
| 3.  | 〈Don't Mistake Kindness for Weakness〉 | 6:12      |
| 4.  | 〈Travellin' South〉                    | 3:06      |
| 5.  | 〈Put the Shoe on the Other Foot〉      | 5:30      |
| 6.  | 〈I'm Beginning to Wonder〉             | 4:12      |
| 7.  | 〈Head Rag〉                            | 3:54      |
| 8.  | 〈The Hawk〉                            | 2:38      |
| 9.  | 〈Blues for Gabe〉                      | 3:43      |
| 10. | 〈Mr. Collins, Mr. Collins (Reprise)〉  | 3:54      |